# Línea 505 (Punta Alta)
La línea 505 es una línea de transporte urbano de pasajeros de la ciudad de Punta Alta, Argentina. El servicio es prestado por Compañía Belgrano S.A. con un valor actualmente de $880,00. Para el uso del mismo, se hace uso del Sistema Único de Boleto Electrónico (SUBE), con el cual se accede a descuentos y al Boleto Estudiantil financiado por el municipio de Coronel Rosales.

## Recorridos

### Salida
Calle interna Barrio A.T.E. III (Pringles) y Santa Cruz, (inicio del recorrido), Santa Cruz, La
Paz, Chaco, Salta, 17 de febrero, San Juan, Jujuy, 9 de Julio, Uriburu, Mitre, Buchardo, Irigoyen, Brown, Mitre, Roca, Rosales, Colón, Puesto 1, interno Base Naval, Puesto 1, Cooperativa Obrera Suc. N.º 68 (final del recorrido).

### Regreso
Cooperativa Obrera Suc. N.º 68 (inicio del recorrido), Colón, Bombero Voluntario, Carlos Gericke, Marcaláin, Patrignani, Pasaje Gutiérrez, 25 de mayo, Rivadavia, Espora, Luiggi, Avellaneda, Remedios de Escalada, Rodríguez Peña, 7 de marzo, Jujuy, Salta, Neuquén, Chubut, Formosa, calle interna Barrio A.T.E. III, calle interna Barrio A.T.E. III y Santa Cruz (final del recorrido).

### Nota
Durante el período escolar, y en el horario de ingreso de los educandos (07.30 y 12:30), el recorrido de salida de la línea 505, se modificará en estos horarios conforme al siguiente detalle:
SALIDA: Calle interna Barrio A.T.E. III y Santa Cruz, (inicio del recorrido), Santa Cruz, La Paz, Chaco, Salta, 17 de febrero, San Juan, Jujuy, 9 de Julio, Uriburu, Mitre, Buchardo, Irigoyen, Brown, Mitre, Roca, Villanueva, 25 de Mayo, Rosales, Colón, Puesto 1, interno Base Naval, Puesto 1, Cooperativa Obrera Suc. N.º 68 (final del recorrido).
Servicios a Puerto Rosales: Durante el período escolar el primer servicio deberá iniciar su recorrido a las 07:30 para permitir el arribo a horario de los alumnos de la Escuela N.º
24 de Puerto Rosales.
Los servicios a cumplir son los siguientes: 1) Primer servicio: Ingreso de alumnos a 08:15. 2) Segundo servicio: Egreso de alumnos de escolaridad simple a 12:15) Tercer servicio: Egreso de alumnos de doble escolaridad a 16:15. Recorrido a efectuar a Puerto Rosales:
SALIDA: Calle interna Barrio A.T.E. III y Santa Cruz, (inicio del recorrido), Santa Cruz , La Paz, Chaco, Salta, 17 de febrero, San Juan, Jujuy, 9 de Julio, Uriburu, Mitre, Buchardo, Irigoyen, Brown, Mitre, Roca, Rosales, Colón, Bombero Voluntario, Puesto 11, Puerto Rosales, regresando por Camino Estratégico, Puesto 1, Cooperativa Obrera Suc. N.º 68 (final de recorrido)